# Jane Seymour (Schauspielerin)

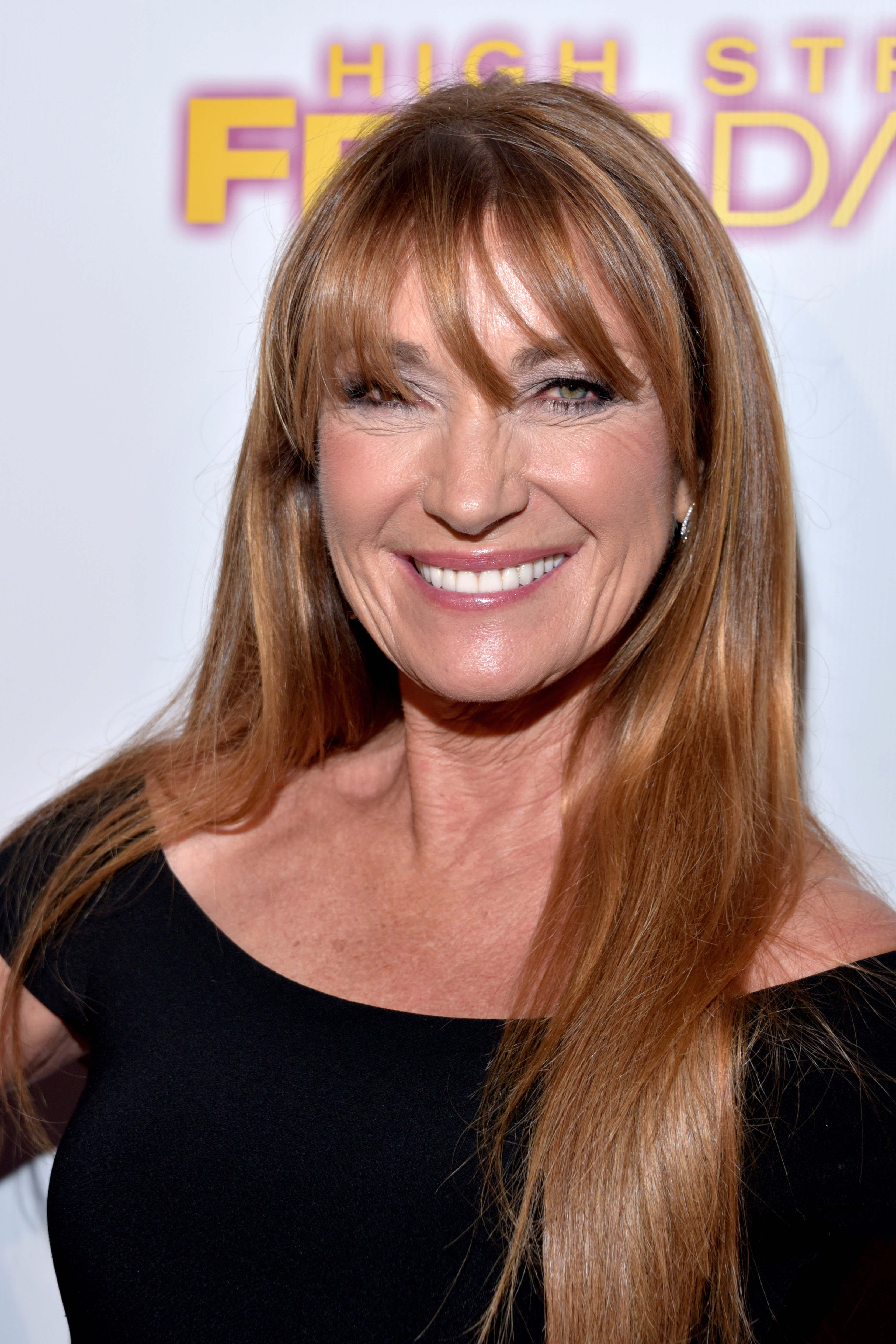
Jane Seymour (2019)

Jane Seymour, OBE (* 15. Februar 1951 in Hayes, Middlesex als Joyce Penelope Wilhelmina Frankenberg) ist eine britisch-amerikanische Schauspielerin.

## Leben

### Karriere
Jane Seymours schauspielerische Ausbildung erfolgte an der unabhängigen, musisch ausgerichteten Arts Educational School, Tring Park im englischen Hertfordshire. Sie wählte ihren Künstlernamen nach der gleichnamigen englischen Königin.
Seymour ist seit 1969 als Schauspielerin tätig und spielte unter anderem die Solitaire im James-Bond-Film Leben und sterben lassen (1973) an der Seite von Roger Moore. Aufgrund ihrer Popularität in diesem Film erhielt sie in Deutschland den Silbernen Bravo Otto. 1976 spielte sie Prinzessin Farah im Film Sindbad und das Auge des Tigers. Ihre bekannteste Rolle ist die der Dr. Michaela „Dr. Mike“ Quinn in der Fernsehserie Dr. Quinn – Ärztin aus Leidenschaft (1993–1998), 1989 spielte sie im Monumentalfilm Die Französische Revolution die Rolle der Königin Marie-Antoinette. 2003 übernahm sie die Rolle von Genevieve Teague, der intriganten Mutter von Jason (Jensen Ackles), in der vierten Staffel von Smallville. Seymour wurde 1982 als Cathy in der Verfilmung von Jenseits von Eden als Fernseh-Mini-Serie und 1996 für Dr. Quinn mit einem Golden Globe ausgezeichnet, erhielt 1988 einen Emmy (Onassis: The Richest Man in the World) und wurde 1999 mit einem Stern auf dem Hollywood Walk of Fame geehrt. 2007 nahm sie an der US-Tanzshow Dancing with the Stars teil, wo sie mit ihrem Partner Toni Dovolani den 6. Platz belegte.
1999 wurde Seymour zum „Officer of the Order of the British Empire“ ernannt und erhielt am 11. Februar 2005 die US-amerikanische Staatsbürgerschaft. Sie ist auch außerhalb des Filmgeschäfts sehr engagiert, unter anderem als offizielle Sprecherin der UNICEF und als internationale Botschafterin der Kinderhilfe der USA.

### Privates
Seymours Vater ist der Brite John Benjamin Frankenberg, ihre Mutter die Niederländerin Mieke Frankenberg; Seymour wuchs mit Englisch und Niederländisch zweisprachig auf.
Jane Seymour hat von Geburt an verschiedenfarbige Augen (Iris-Heterochromie), wodurch das rechte Auge braun und das linke Auge grün ist.
Seymour war mehrmals verheiratet:
- 1971 heiratete sie Michael Attenborough, den Sohn des Regisseurs Richard Attenborough. Die Ehe wurde 1973 geschieden.
- 1977 Hochzeit mit Geoffrey Planer, Scheidung 1978
- 1981 Hochzeit mit David Flynn, Scheidung 1992
- 1993 Eheschließung mit dem Schauspielkollegen, Regisseur und Produzenten James Keach, dem jüngeren Bruder des Schauspielers Stacy Keach. Die Ehe wurde im Dezember 2015 geschieden.

Seymour hat vier Kinder, zwei aus dritter Ehe und Zwillinge aus vierter Ehe.

## Filmografie (Auswahl)
- 1969: Oh! What a Lovely War
- 1970: The Only Way
- 1970: Here Come the Double Deckers (Fernsehserie, 1 Folge)
- 1972: Der junge Löwe (Young Winston)
- 1972: The Pathfinders (Fernsehserie, Folge 1x04)
- 1972–1973: Die Onedin-Linie (The Onedin Line, Fernsehserie, 8 Folgen)
- 1973: Leben und sterben lassen (Live and Let Die)
- 1976: Our Mutual Friend (Fernsehserie, 6 Folgen)
- 1977: Ein Sheriff in New York (McCloud, Fernsehserie, 1 Folge)
- 1977: Sindbad und das Auge des Tigers (Sinbad and the Eye of the Tiger)
- 1978: The Four Feathers (Fernsehfilm)
- 1978: The Awakening Land (Miniserie)
- 1978: Kampfstern Galactica (Battlestar Galactica, Fernsehserie, 4 Folgen)
- 1980: Ein Himmelhund von einem Schnüffler (Oh Heavenly Dog)
- 1980: Ein tödlicher Traum (Somewhere in Time)
- 1981: Jenseits von Eden (East of Eden, Miniserie)
- 1982: Das scharlachrote Siegel (The Scarlet Pimpernel, Fernsehfilm)
- 1983: Das Phantom von Budapest (The Phantom of the Opera, Fernsehfilm)
- 1983: Jamaica Inn (Fernsehfilm)
- 1984: Lassiter
- 1985: Head Office
- 1987: El Túnel
- 1988: König ihres Herzens (The Woman He Loved, Fernsehfilm)
- 1988: Jack the Ripper – Das Ungeheuer von London (Jack the Ripper) (Fernsehfilm)
- 1988: Onassis, der reichste Mann der Welt (Onassis: The Richest Man in the World, Fernsehfilm)
- 1988–1989: Feuersturm und Asche (War and Remembrance, Fernsehserie)
- 1989: Die Französische Revolution (La Révolution française)
- 1991: Schatten der Macht (Memories of Midnight, Fernsehfilm)
- 1992: Sunstroke (Fernsehfilm)
- 1993: Heidi (Fernsehfilm)
- 1993–1998: Dr. Quinn – Ärztin aus Leidenschaft (Dr. Quinn, Medicine Woman, Fernsehserie)
- 1994: Und Freiheit für alle (A Passion for Justice: The Hazel Brannon Smith Story, Fernsehfilm)
- 1995: Die Nanny (Staffel 3, Folge 11)
- 1998: Allein auf der Pirateninsel (The New Swiss Family Robinson)
- 1998: Dharma & Greg (Sitcom, Folge 1x19, sie selbst)
- 1999: Dr. Quinn – Ärztin aus Leidenschaft: Der Film (Dr. Quinn, Medicine Woman: The Movie, Fernsehfilm)
- 2000: Tränen der Erinnerung (Yesterday’s Children)
- 2000: Flammen der Leidenschaft – Eine wahre Geschichte (Enslavement: The True Story of Fanny Kemble, Fernsehserie)
- 2001: Dr. Quinn, Medicine Woman: The Heart Within (Fernsehfilm)
- 2002: Die Pferde des Himmels (Touching Wild Horses)
- 2004: Law & Order: Special Victims Unit (Fernsehserie, Folge 5x15)
- 2004–2005: Smallville (Fernsehserie, 6 Folgen)
- 2005: Die Hochzeits-Crasher (Wedding Crashers)
- 2006: How I Met Your Mother (Fernsehserie, Folge 2x06)
- 2006: Modern Men (Fernsehserie, 7 Folgen)
- 2006: Justice – Nicht schuldig (Justice, Fernsehserie, Folge 1x10)
- 2006: Blind Dating
- 2007: Sexgeflüster (After Sex)
- 2007: In Case of Emergency (Fernsehserie, 3 Folgen)
- 2007: Agatha Christie’s Marple (Fernsehserie, Folge 3x2)
- 2008: Dear Prudence (Fernsehfilm)
- 2011: Castle (Fernsehserie, Folge 3x18 Mörderische Seifenoper)
- 2011: Perfectly Prudence (Fernsehfilm)
- 2011: Love, Wedding, Marriage – Ein Plan zum Verlieben (Love, Wedding, Marriage)
- 2012–2013: Franklin & Bash (Fernsehserie)
- 2013: Für immer jung (Lovestruck: The Musical, Fernsehfilm)
- 2013: Austenland
- 2014: Forever (Fernsehserie, eine Folge)
- 2014: Königliche Weihnachten (A Royal Christmas, Fernsehfilm)
- 2014: Rosamunde Pilcher: Mein unbekanntes Herz (Fernsehfilm)
- 2015: Jane the Virgin (Fernsehserie, 2 Folgen)
- 2015: Bereave
- 2016: Fifty Shades of Black
- 2016: Hooten & the Lady
- 2016: High Strung
- 2017: Sandy Wexler
- 2017: Bis der Regen kommt (Pray for Rain)
- 2017: Streetdance – New York
- 2018: Ein Rezept für die Liebe (Little Italy)
- 2018: Streetdance – Folge deinem Traum! (High Strung: Free Dance)
- 2019: The Kominsky Method (Fernsehserie, 8 Folgen)
- 2020: Immer Ärger mit Grandpa (The War with Grandpa)
- seit 2022: Harry Wild – Mörderjagd in Dublin (Fernsehserie, 20 Folgen)
- 2023: Puppy Love – Hunde zum Verlieben (Puppy Love)
- 2024: Irish Wish

## Auszeichnungen
Emmy:
- 1977 nominiert als „Herausragende Hauptdarstellerin in einer limitierten Serie“ in Captains and the Kings
- 1988 ausgezeichnet als „Herausragende Nebendarstellerin in einer Miniserie oder einem Special“ in Onassis: The Richest Man in the World
- 1989 nominiert als „Herausragende Hauptdarstellerin in einer Miniserie oder einem Special“ in Feuersturm und Asche (War and Remembrance)
- 1994 nominiert als „Herausragende Hauptdarstellerin in einer Dramaserie“ in Dr. Quinn – Ärztin aus Leidenschaft
- 1998 nominiert als „Herausragende Hauptdarstellerin in einer Dramaserie“ in Dr. Quinn – Ärztin aus Leidenschaft

Golden Globe Award:
- 1982 ausgezeichnet als „Beste Hauptdarstellerin – Miniserie oder Fernsehfilm“ in Jenseits von Eden
- 1989 nominiert als „Beste Hauptdarstellerin – Miniserie oder Fernsehfilm“ in Feuersturm und Asche (War and Remembrance)
- 1989 nominiert als „Beste Hauptdarstellerin – Miniserie oder Fernsehfilm“ in The Woman He Loved
- 1990 nominiert als „Beste Hauptdarstellerin – Miniserie oder Fernsehfilm“ in Feuersturm und Asche (War and Remembrance) (Teile 8 bis 12)
- 1994 nominiert als „Beste Serien-Hauptdarstellerin – Drama“ in Dr. Quinn – Ärztin aus Leidenschaft
- 1995 nominiert als „Beste Serien-Hauptdarstellerin – Drama“ in Dr. Quinn – Ärztin aus Leidenschaft
- 1996 ausgezeichnet als „Beste Serien-Hauptdarstellerin – Drama“ in Dr. Quinn – Ärztin aus Leidenschaft
- 1997 nominiert als „Beste Serien-Hauptdarstellerin – Drama“ in Dr. Quinn – Ärztin aus Leidenschaft

Goldene Himbeere:
- 2017 nominiert als „Schlechteste Nebendarstellerin“ in Fifty Shades of Black

Saturn Award:
- 1981 nominiert als „Beste Hauptdarstellerin“ in Somewhere in Time

Screen Actors Guild Award:
- 1995 nominiert als „Herausragende Darstellerin in einer Dramaserie“ in Dr. Quinn – Ärztin aus Leidenschaft
- 1997 nominiert als „Herausragende Darstellerin in einer Dramaserie“ in Dr. Quinn – Ärztin aus Leidenschaft